# 구미여자상업고등학교
구미여자상업고등학교(龜尾女子商業高等學校)는 대한민국 경상북도 구미시 형곡동에 있는 공립 고등학교이다.

## 학교 연혁
- 1969년 12월 2일 : 구미여자상업고등학교 3학급 설립인가
- 1970년 3월 1일 : 구미여자상업고등학교 개교(구미여중 병설)
- 1995년 9월 1일 : 구미시 형곡동 198번지 신축 교사로 분리 이전
- 1999년 3월 1일 : 구미정보여자고등학교로 교명 변경
- 2002년 6월 19일 : 매화실습관 개관
- 2002년 9월 4일 : 정보처리과 1학급 증설, 총 21학급 인가
- 2006년 12월 20일 : 매화생활관 준공 및 도서관 현대화 사업 완료
- 2010년 1월 28일 : 매화어울관 준공
- 2011년 3월 1일 : 구미여자상업고등학교로 교명 변경, 특성화고등학교(경영회계과 4학급, 웹디자인과 3학급) 개교
- 2014년 5월 23일 : 학과개편 인가(회계금융과 4학급, 경영정보과 3학급)
- 2016년 3월 1일 : 직업교육 연구시범학교(도교육청) 운영(2년)
- 2019년 6월 20일 : 학과개편 인가(회계금융과 3학급, 사무행정과 2학급, 서비스마케팅과 2학급)
- 2020년 3월 1일 : 교육부 선정 특성화고 혁신지원사업 운영(2020~2022)
- 2021년 3월 1일 : 제20대 김세경 교장 취임
- 2022년 6월 17일 : 학과개편 인가(회계금융과 1학급, 공공사무행정과 2학급, 스마트마케팅과 1학급, 디저트카페창업과 2학급)
- 2023년 2월 10일 : 제51회 졸업식(졸업생 125명, 누계 16,610명)
- 2023년 3월 2일 : 제54회 입학식(신입생 145명)

## 설치 학과
- 사무행정과
- 공공사무행정과
- 회계금융과
- 서비스마케팅과
- 스마트마케팅과
- 디저트카페창업과

## 참고 자료
- 구미여자상업고등학교 - 한국교육학술정보원 학교알리미